# ارو گرند (کالیفرنیا)
ارو گرند (به انگلیسی: Oro Grande) یک منطقهٔ مسکونی در ایالات متحده آمریکا است که در شهرستان سن برناردینو، کالیفرنیا واقع شده‌است. ارو گرند ۹۱۴٫۴۱ متر بالاتر از سطح دریا قرار دارد.